# 제민
제민(1987년 5월 5일 ~ )은 2009 미스 인천 미(美) 출신의 대한민국 모델이자 방송인이다.

## 주요 이력
그녀의 주요 거주지는 인천과 서울이다. 신장은 165cm이고 체중은 50kg인 그녀는 필라테스와 요가에 취미가 있고 골프와 수영에 특기가 있다.

### 수상 경력
- 2009년 미스코리아 인천 미(美)

### 기타 사안
- 신체 사이즈: 34-23-34

## 출연작

### CF 광고
- 2010년 OBS 경인TV 《건강 버라이어티 올리브》